# Trícha Máenmaige
Máenmaige fue originalmente un reino, más tarde conocido como trícha cét, y en época anglonormanda un cantred, que formó la baronía de Loughrea.

## Gobernantes históricos
Estuvo primero bajo el control de Uí Fhiachrach Fionn, y más tarde de Uí Maine. Uí Nechtain (Naughton) y Uí Máelalaid (Mullally, Lally) aparecen listadas como sus familias gobernantes.

## Extensión

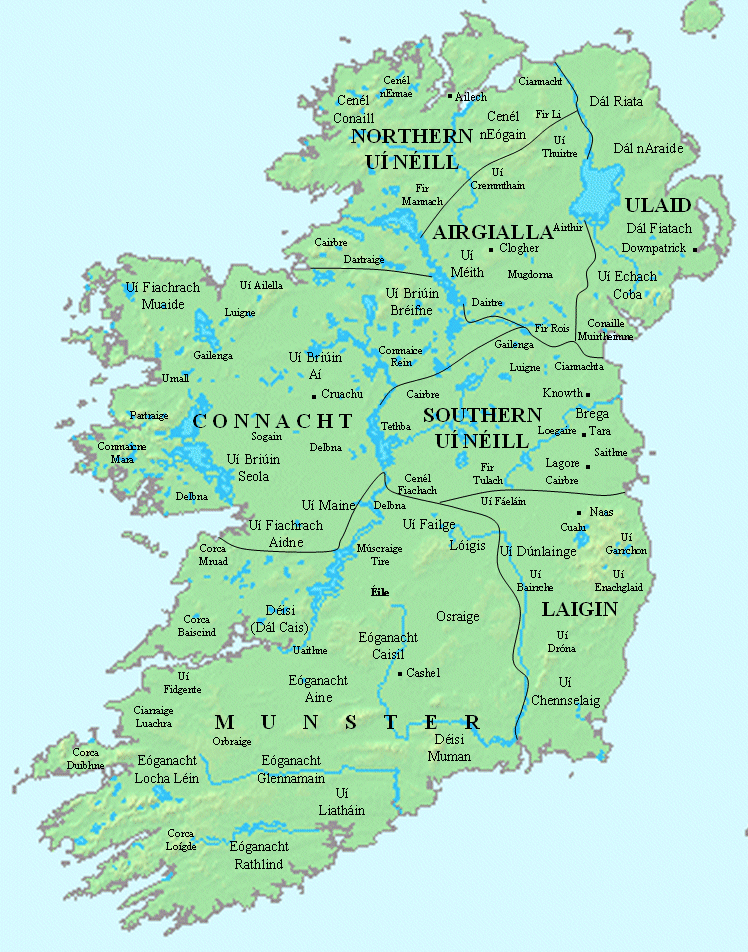
Reinos y pueblos tempranos de Irlanda, c.800

Un censo datado en 1333 lo lista incluyendo las parroquias de Kilconierin, Kiltullagh, Killimordaly, Grange, Killeenadeema, Lickerrig y Loughrea (incluyendo las parroquias de Kilconickny, Kilteskill y Kilcooly). Además estaban Killaan, Bullaun, Kilreekil y Kilmeen.

## Nativos notables
En 581, los Anales de los Cuatro Maestros recuerdan la muerte de "Aedh mac Suibhne, toiseach Maonmuighe"/"Aedh, hijo de Suibhne, jefe de Maenmagh". En 801, los Anales de Úlster informan de la muerte de Cathrannach mac Cathal de Maenmag, y el ancorita Ninnid. En 803,  hubo una escaramuza entre los Soghain y la casa de Maenmag, en la que muchos murieron.
Neide mac Onchu mac Finnlugh fue descrito como el Cú Chulainn de los Conmaicne en un relato de la batalla de Ardrahan, que tuvo lugar en algún momento aproximadamente en torno a 800.
Fearghal mac Catharnach, Señor de Loch Riach, murió en 821/823.
Cétadach, 31.º Abad de Clonmacnoise (muerto 848), era nativo de Máenmaige.
Cormac mac Ceithearnach, gobernante y clérigo, murió en 881.
Conchobar Maenmaige Ua Cellaigh, Rey de Uí Maine (muerto 1180) y su hijo adoptivo, Conchobar Maenmaige Ua Conchobair, Rey de Connacht (1186-1189) pasaron su niñez en Máenmaige.
Seán Ó Maolalaidh (fl. 1419–1480) era Jefe del Nombre y el último jefe Ó Maolalaidh en residir en la zona.